# Bayldonit
Bayldonit ist ein eher selten vorkommendes Mineral aus der Mineralklasse der Phosphate, Arsenate und Vanadate. Es kristallisiert im monoklinen Kristallsystem mit der chemischen Formel PbCu3[OH|AsO4]2 und bildet meist pulvrige Überzüge, selten Kristalle bis zu einem Zentimeter Größe in Form pseudohexagonaler Drillinge.

## Etymologie und Geschichte
Bayldonit wurde erstmals 1865 vom britischen Physiker John Bayldon in der Typlokalität, der Penberthy Croft Mine in der Nähe von St Hilary in Cornwall, England gefunden. Genauer beschrieben wurde es von Arthur Herbert Church, der es nach seinem Entdecker benannte.

## Klassifikation
In der Systematik nach Strunz wird Bayldonit bei den Phosphaten, Arsenaten und Vanadaten klassifiziert. Es wird zu den Phosphaten, Arsenaten und Vanadaten mit weiteren Anionen, aber ohne Kristallwasser gezählt. Während es in der achten Auflage eine eigene Gruppe bildet, werden in der neunten Auflage Bayldonit, Leningradit und Vésigniéit zu einer Untergruppe der Phosphate, Arsenate und Vanadate mit mittelgroßen und meist großen Kationen (OH etc.) und einem Verhältnis von Anionen und RO4 von 1:1 zusammengefasst.
In der Systematik der Minerale nach Dana bildet es eine Untergruppe der Wasserfreien Phosphate etc. mit Hydroxyl- oder Halogenionen und einer Zusammensetzung (A B)2(XO4) Zq.

## Bildung und Fundorte
Bayldonit bildet sich als Sekundärmineral in der oxidativen Zone von Blei-Kupfer-Lagerstätten. Es ist vergesellschaftet mit Mimetesit, Beudantit, Duftit, Pharmakosiderit, Goethit, Segnitit und Mixit.
Als eher seltene Mineralbildung kann Bayldonit an verschiedenen Fundorten zwar zum Teil reichlich vorhanden sein, insgesamt ist er aber wenig verbreitet. Bisher (Stand: 2011) sind etwa 160 Fundorte bekannt.
In Europa findet man Bayldonit neben mehreren Fundstellen in England (Cornwall, Cumbria) vor allem in Deutschland (Schwarzwald) und Frankreich, einzelne Funde sind auch aus anderen europäischen Ländern bekannt. Außerhalb Europas ist Bayldonit unter anderem aus den Vereinigten Staaten, Australien und Kasachstan bekannt. Größere Kristalle findet man vor allem in Tsumeb in Namibia.

## Kristallstruktur
Balydonit kristallisiert im monoklinen Kristallsystem in der Raumgruppe C2/c (Raumgruppen-Nr. 15), den Gitterparametern a = 10,15 Å, b = 5,89 Å, c = 14,08 Å und β = 106,1° sowie vier Formeleinheiten pro Elementarzelle.